# 日振島
日振島（ひぶりしま）は、愛媛県宇和島市の宇和島港から西方約28km、愛媛県と大分県との間の宇和海にある有人島である。また宇和島市の住所表記に使われる大字でもあり、対応する郵便番号は798-0099。なお、属島の沖の島、竹ヶ島 、横島、御五神島も大字は日振島に属する。

## 地理
島の形は北西から南東に細長く延びており、島の北には属島の沖の島、竹ヶ島（いずれも無人島）、西には横島が隣接、さらに南方約5kmには御五神島があるが、他の有人島とは群島を形成していない。島全体が山の形をしており、平地は少なく切り立った崖が多い。特に西側海岸は懸崖が続く。
行政区画としては宇和島市に属し、市域の最西端にあたる。島の大部分と属島の横島、沖の島、竹ヶ島 の全域は足摺宇和海国立公園に属している。

## 地名（島名）の由来
昔から船の往来があり、島民がたいまつの火を振ることで灯台の代わりをしたことに因む、との説がある。

## 歴史
- 936年（承平6年） - この頃から藤原純友が活動を始める
- 939年（天慶2年） - 藤原純友挙兵
- 1587年1月（天正14年12月） - 九州の豊後国で行われた戸次川の戦いで敗退した土佐国主長宗我部元親一行が潜伏。
- 江戸時代には宇和島藩の領地（庄屋は清家氏が代々務め、隆盛を誇り「島大名」とも呼ばれた）
- 江戸時代から昭和時代にかけてイワシの曳網漁が続いた。
- 江戸時代末期から明治時代にかけて、水ノ子島の領有をめぐり宇和島藩と佐伯藩とで紛争があった。
- 1889年（明治22年） - 北宇和郡日振島村となる
- 昭和初期 - 困窮を極める
- 1949年（昭和24年） - デラ台風によりイワシ漁船団7統が遭難、漁民100名余が命を落とす。漁民が経験と勘をもとに、発せられていた気象特報を無視する形で出漁したのが大惨事となった原因とされている。なお、気象台が進路変更の特報を出したのは出漁後であった。
- 1949年（昭和24年） - ねずみ騒動始まる（1961年まで続く）
- 1951年（昭和26年） - 明海部落の大火（役場が焼け戸籍喪失、旧庄屋屋敷も焼ける）
- 1958年（昭和33年） - 4村との合併により宇和海村（うわうみむら）となる
- 1964年（昭和39年） - 電気の海底ケーブル本格送電
- 1974年（昭和49年） - 宇和島市に編入
- 1978年（昭和53年） - 日産200tの海水淡水化装置完成（それまでは井戸水を利用した水道）
- 1990年（平成2年） - 水道　山財ダムから海底送水

## 社会
- 人口・世帯数 - 140世帯、289人（2015年10月現在）
- 集落 - 3集落（喜路、明海、能登）
- 診療所 - 診療所への出張診療（宇和島市営）
- 商店 - 3集落ごとに農協の店舗がある
- 学校

小学校　宇和島市立日振島小学校
中学校　島内になし。島外の宇和島市立城南中学校（宇和島市文京町）で寄宿生活（2013年度までは宇和島市下波（したば）の宇和島市立宇和海中学校（2014年度で閉校）であった）
- 日振島郵便局
- 日振島診療所
- 日振島小学校

## 産業
- 水産業 - 魚類養殖、まき網、一本釣り漁、真珠母貝養殖
  - 特産物 - ブリ、ハマチ、スルメイカ、タイ、ヒラメ、アワビ、サザエ、ヒジキ、テングサ、ナガレコ

- 明海漁港

## 観光
周辺は好漁場であり、釣り客も訪れる。宿泊施設として数件の民宿がある。過去に南予レクリエーション都市開発構想によって、キャンプ場の整備等の公園化が進められてきたが、現在では同計画は中止されている。
- 日崎海水浴場

### 観光地
- 日崎海水浴場、大入海水浴場
- 藤原純友の碑
- みなかわの井戸 - 藤原純友も使っていたと伝えられる古井戸。
- 城が森 - 明海集落の背後に立つ、高さ約80メートルの小山。土塁などの遺跡が残り、藤原純友の砦跡との伝承がある。

### 郷土料理
- 鯛めし
- さつま（伊予さつま）
- ふくめん
- 鉢盛料理

## 交通
- 盛運汽船
  - 高速船あさかぜ・しおかぜ：宇和島港から島内各港（喜路港・明海港・能登港）へ 所要約40～60分 3便/日
  - 普通船しらさぎ：宇和島港-嘉島-戸島-喜路港-明海港-能登港-宇和島港 所要約1時間30分～2時間50分 1便/日（土日祝運休）

- 高速船「あさかぜ」
- 高速船「しおかぜ」

## 自然
- 少なくとも4種の野生哺乳類が記録されている[3]。
- 蚊類が5種記録されている[4]。

## その他
- NHK大河ドラマ『風と雲と虹と』の舞台の一つ